# لفل أب (فلم)
ليفل أب هو مسلسل تلفزيوني كوميدي من إخراج بيتر وير تم بثه على قناة كرتون نتورك، في الفترة من 24 يناير 2012 إلى 19 فبراير 2013. بعد أن نجح الفيلم الترويجي الذي حمل نفس الاسم، وصدر في 23 نوفمبر 2011 في الولايات المتحدة على نفس القناة.

## القصة
أربعة مراهقين مختلفين تماما في المدرسة الثانوية، يأخذون على عاتقهم مهمة القبض على زعيم الظلام المدعو مالدارك، الذي يستطيع الهروب من لعبة فيديو ويجلب معه الخراب عندما يُخرج وحوش مختلفة (مثل الغول، المتصيدون، وغيرهما) إلى العالم الحقيقي، الآن يجب على الشباب الأربعة المناضلة معا من أجل محاول إخراج مالدارك وأتباعه وإنقاذ العالم الحقيقي.

## تمثيل
- جيلان كونيل في وايث
- كونور ديل ريو في دانتي
- جيسي تي أشر في لايل
- ايمي كاريرو في آنجي
- جورج فونان في مالدارك
- أونيرا تاريس في تيا
- رون كلينتون سميث في الكوش (المدرب) هوكينز
- مات فلتن في بارْد
- إيريك أندريه في روس ماكس
- كايل براكستون في جيمي

## الأصوات العربية
- حسن مهدي (وايت)
- ريتشارد ينّي (لايل)
- عبدو حكيم (دانتي)
- مريانا خليل (آنجي)
- فادي الرفاعي (مالدارك)

## وصلات خارجية
- مقالات تستعمل روابط فنية بلا صلة مع ويكي بيانات

لفل أب على قاعدة بيانات الأفلام على الإنترنت